# Kirchenkreis Aachen
Der Kirchenkreis Aachen ist einer der 37 Kirchenkreise in der Evangelischen Kirche im Rheinland (EKiR) mit Sitz in Aachen. Zu ihm gehören derzeit 9 Kirchengemeinden mit 67.800 (11,4 %) evangelischen Gemeindegliedern bei einer Gesamtbevölkerung von 593.100 (Stand 1. Januar 2024). Er umfasst das Gebiet der Städteregion Aachen (ohne die Stadt Eschweiler) und Teile des Kreises Euskirchen. Zwei kleine Gemeindeteile gehören zum Kreis Düren.

## Geschichte
Schon in der Reformationszeit fasste der Protestantismus im Gebiet des späteren Kirchenkreises Fuß. Obwohl der Rat der Reichsstadt Aachen die römisch-katholische Konfession durchzusetzen versuchte, war die Bevölkerung um 1550 mehrheitlich evangelisch. 1548 gab es den ersten lutherischen Gottesdienst in Zweifall, heute Ortsteil von Stolberg (Rheinland). 1559 wurde die gesamte Grafschaft Schleiden lutherisch.
Vor allem durch niederländische Glaubensflüchtlinge kam auch die reformierte Glaubensrichtung in das Gebiet, so dass es ab 1572 eine reformierte Gemeinde in Lürken, die 1963 wegen des Braunkohletagebaus „Zukunft West“ aufgegeben wurde, gab. Die Gemeinde gehörte nach einem Beschluss der Synode von Emden (1571) mit den beiden Kölner reformierten Gemeinden, den reformierten Gemeinden in Maastricht, Limburg, Neuß sowie im Herzogtum Jülich zur „Kölner Klasse“, also einem gemeinsamen Versammlungs- und Aufsichtsbereich.
In der Zeit der Gegenreformation wurde der Protestantismus unterdrückt und konnte sich erst nach dem Westfälischen Frieden von 1648 wieder entfalten. Als älteste noch bestehende evangelische Kirche der Region wurde 1647 die Vogelsangkirche in Stolberg gebaut, 1683/84 kamen die lutherischen Kirchen in Menzerath (bei Monschau) und Zweifall dazu, 1725 die reformierte Finkenbergkirche in Stolberg (als Ersatz einer älteren Holzkirche). Das Toleranzpatent Kaiser Josephs II. und die französische Besetzung 1794 brachten den Protestanten Gleichberechtigung. Seit 1803 konnten sie auch in der Stadt Aachen in der Annakirche Gottesdienste feiern.
Als das Gebiet durch den Wiener Kongress 1815 zur preußischen Rheinprovinz kam, wurde der Protestantismus zur staatlich geförderten Konfession. Gemäß dem Wunsch von König Friedrich Wilhelm III. schlossen sich ab 1817 die lutherischen und reformierten Gemeinden zu unierten Gemeinden zusammen, und auch der im selben Jahr gegründete Kirchenkreis Aachen umfasste lutherische, reformierte und unierte Gemeinden. Mit der Rheinisch-Westfälischen Kirchenordnung von 1835 erhielt die Kirche eine eingeschränkte Selbstverwaltung.
Zu diesem Zeitpunkt gehörten zum Kirchenkreis Aachen die Gemeinden in Aachen (reformiert und lutherisch), Burtscheid, Eupen, Gemünd, Imgenbroich, Kirschseiffen, Lürken, Monschau, Roetgen, Schleiden, Stolberg (reformiert und lutherisch), Vorweiden und Zweifall.
1838 formte die rheinische Provinzialsynode die bisherigen Kirchenkreise Aachen, Düren und Unterrur in die Kirchenkreise Aachen und Jülich um.
Zum neuen Kirchenkreis Aachen gehörten nun die Gemeinden Aachen (uniert), Burtscheid, Eupen, Imgenbroich, Kirschseiffen, Lürken, Monschau, Roetgen, Schleiden, Stolberg (reformiert und lutherisch), Vorweiden und Zweifall.
Anschließend konstituierte sich die Synode Aachen als oberstes Organ des neuen Kirchenkreises, zu dem die Gemeinden der Region nun gehörten. Wegen der großen Bedeutung der Synodalverfassung wurde auch der Kirchenkreis selbst noch lange Zeit als Synode Aachen bezeichnet.
Später wurden mehrere Gemeinden neu gegründet: Malmedy-Sankt Vith (1856), Preußisch-Moresnet (1862), Roggendorf (1867), Herzogenrath (1903), Alsdorf-Baesweiler (1931). Moresnet, Malmedy-St. Vith und Eupen gingen in Folge des Ersten Weltkriegs 1920 verloren. 1948 entstand zudem ein Studentenpfarramt in Aachen.
Der Anteil der Protestanten stieg mit der Industrialisierung und noch einmal mit der Flüchtlingsbewegung nach 1945 stark an, so dass zahlreiche neue Gemeinden entstanden. In den letzten Jahren kam es zu einigen Fusionen benachbarter Gemeinden.

## Mitgliederstatistik
Laut der Volkszählung 1987 waren damals 14,8 % – 80.200 der 541.100 – Einwohner evangelisch. Die Zahl der evangelische Kirchenmitglieder ist seitdem gesunken. Anfang 2021 hatte der Kirchenkreis Aachen 588.800 Einwohner, davon 12,5 % (73.900) Protestanten.

## Leitung
Die Leitung des Kirchenkreises liegt rheinischem Kirchenrecht gemäß bei der Kreissynode, die in der Regel zwei Mal im Jahr tagt, beim Kreissynodalvorstand und beim Superintendenten. Als Superintendentin amtiert seit 2024 Pfarrerin Verena Jantzen.

## Heutige Gemeinden
- Aachen (u. a. Annakirche, Auferstehungskirche, Dreifaltigkeitskirche, Versöhnungskirche, Genezareth-Kirche, Immanuelkirche)
- Baesweiler-Setterich-Siersdorf (Friedenskirche, Gnadenkirche)
- Christusgemeinde Alsdorf – Würselen – Hoengen-Broichweiden (u. a. Martin-Luther-Kirche Alsdorf, Martin-Luther-Kirche Würselen)
- Herzogenrath (Markuskirche, Lukas-Gemeindezentrum in Kohlscheid, Martin-Luther-Kirche in Merkstein)
- Kornelimünster-Zweifall (Evangelische Kirche Zweifall)
- Monschauer Land (u. a. Evangelische Stadtkirche Monschau, Evangelische Kirche Roetgen)
- Roggendorf
- Stolberg (Finkenbergkirche, Vogelsangkirche, Gemeindehaus Frankental in Unterstolberg, Martin-Luther-Kirche in Aachen-Brand)
- Trinitatis-Kirchengemeinde Schleidener Tal (u. a. Ev. Kirche Gemünd (Schleiden), Evangelische Kirche Harperscheid, Ev. Kirche Heimbach (Eifel))